# Dolichopeza (Nesopeza) setilobata
Dolichopeza (Nesopeza) setilobata is een tweevleugelige uit de familie langpootmuggen (Tipulidae). De soort komt voor in het Oriëntaals gebied.